# Ptyś

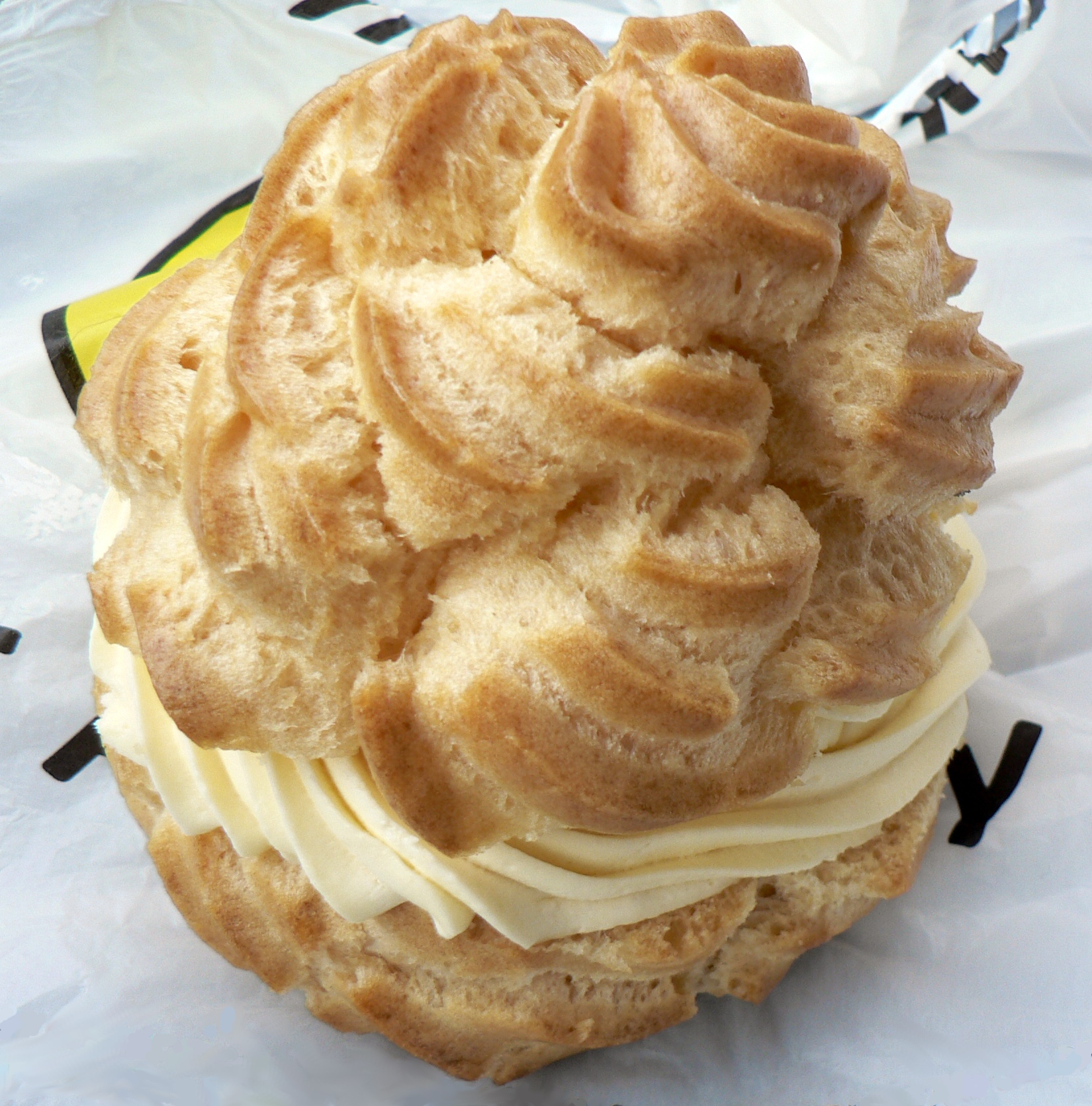
Ptyś

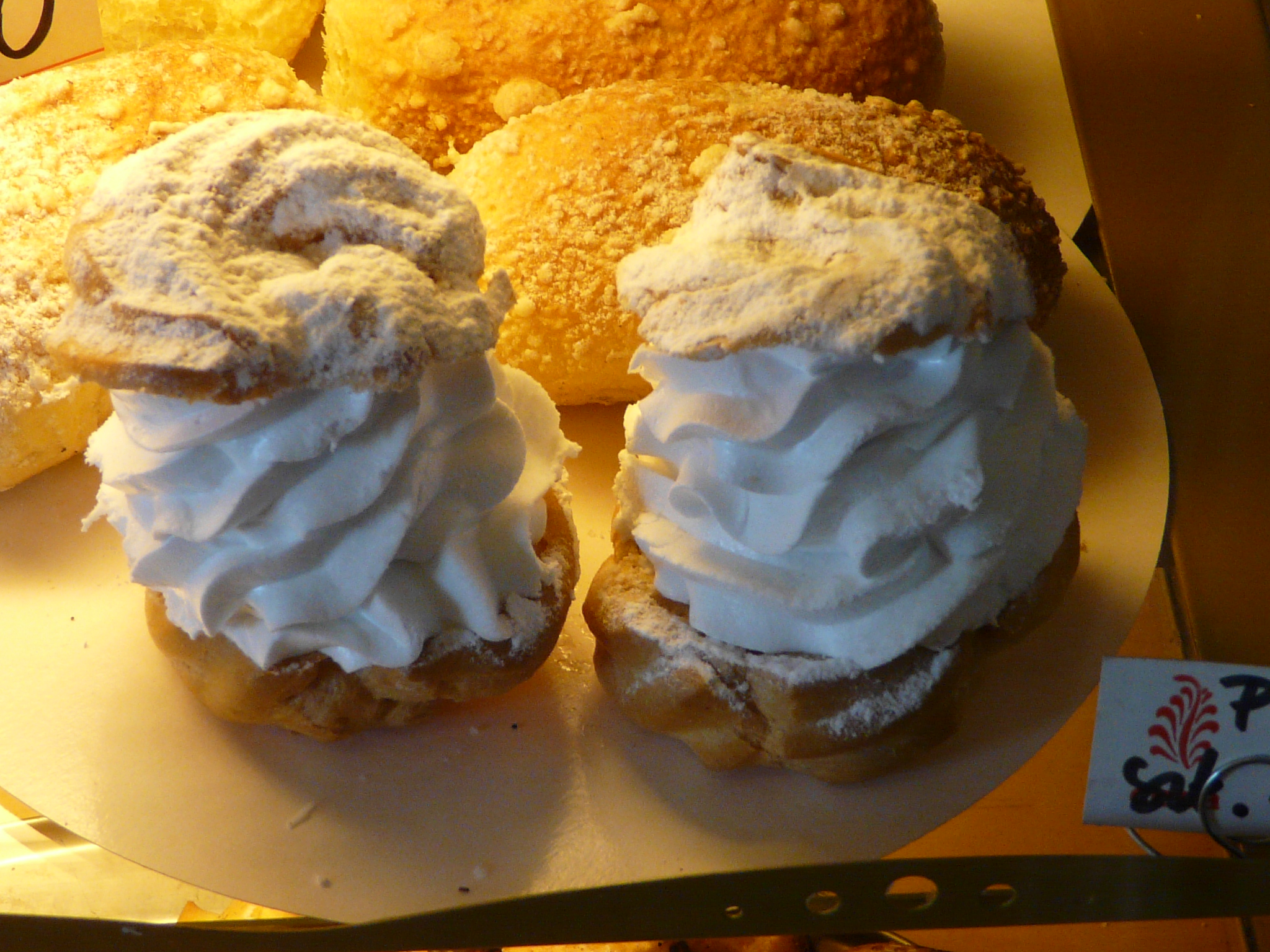
Ptysie z kremem bezowym

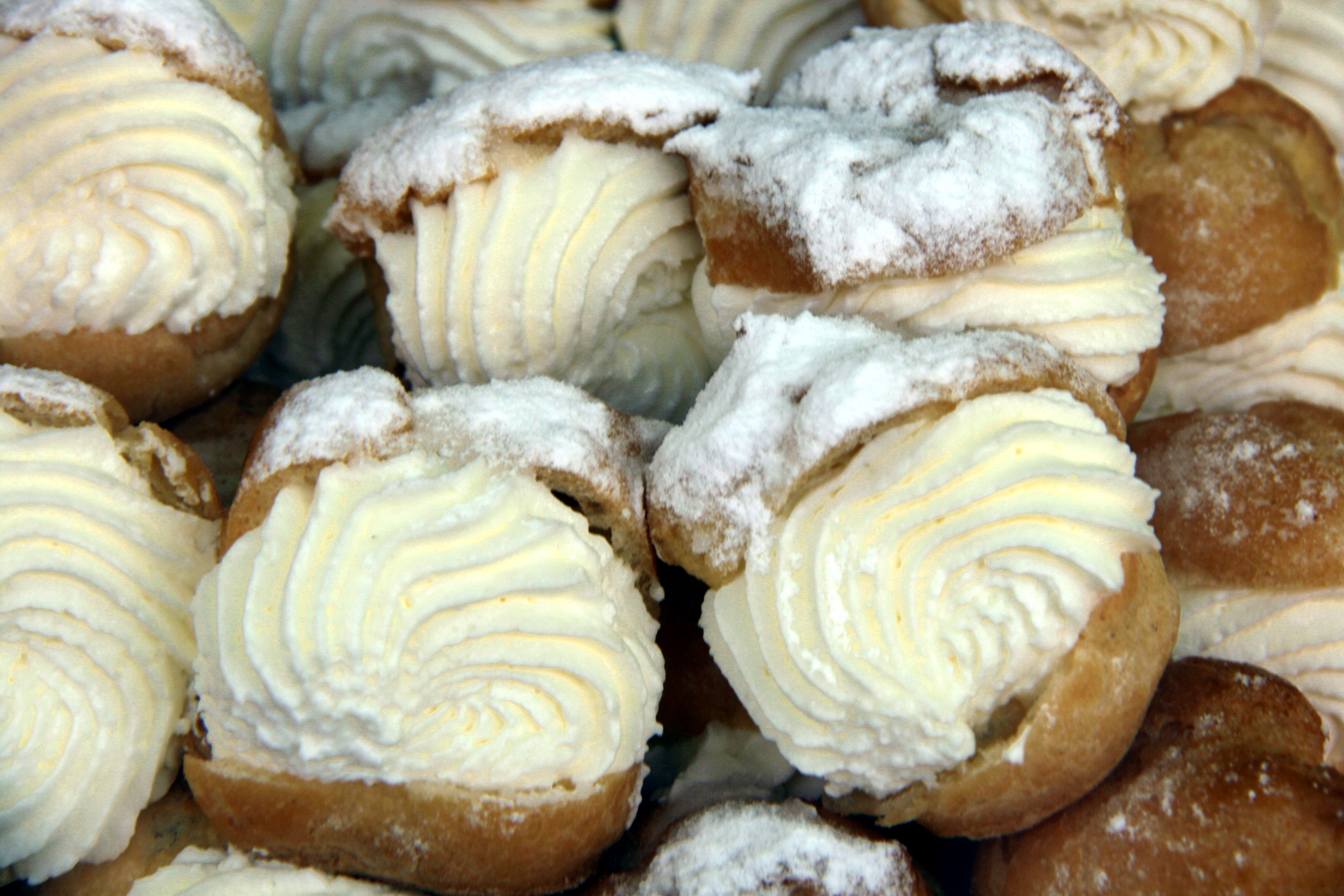
Ptysie z kremem z bitej śmietanki

Ptyś – wyrób cukierniczy z ciasta parzonego przełożonego kremem bezowym lub kremem bitą śmietanką. Z wierzchu jest posypywany cukrem pudrem.
Korpusy na ptysie można także przekładać nadzieniami słonymi i podawać zamiast pasztecików jako gorącą zakąskę lub dodatek do czystych zup.
W Wielkopolsce ciastko to nazywane jest „wietrznikiem”, co jest kalką językową z niemieckiego wyrazu Windbeutel.
Nazwa pochodzi z języka francuskiego. Przepis na ciasto parzone (ptysiowe) powstał w XVIII wieku za sprawą dwóch osób: cukiernika Jeana Avice’a oraz cukiernika i kuchmistrza Marie-Antoine’a „Antonina” Carême’a. Od nazwy pâte à choux oznaczającej ciasto parzone powstało  określenie dla gotowych wyrobów (ptysiów, profiterolek etc.): petit-chou, co oznacza dosłownie „kapustkę”. Jest to nawiązanie do kształtu przypominającego kapuścianą głowę. Petit-chou wymawiane po polsku „pti szu” wyewoluowało do słowa „ptyś”. W kuchni francuskiej ptysie zwane są chou à la crème – co oznacza dosłownie „kapustę z kremem”. Zdrobniale petit chou à la crème – „kapustka z kremem”.